# ジョーボックス
ジョーボックス（Jawbox）は、アメリカのロック・バンド。1989年にワシントンD.C.にて結成され、後のポスト・ハードコア／エモ・バンドに影響を与えた。

## 略歴
ガヴァメント・イシュー解散後の1989年、メンバーだったJ・ロビンスが中心となり、ベーシストのキム・コレッタとドラマーのアダム・ウェイドと共に新バンド、ジョーボックスを結成する。翌1990年にディスコード・レコードよりシングル「Tools & Chrome」でメジャー・デビューした後、2人目のギタリスト及びバック・ボーカルとしてビル・バーボットが新しく加入した。1991年にファースト・アルバム『Grippe』、1992年にセカンド・アルバム『Novelty』をリリース。この後、ウェイドがシャダー・トゥ・シンクに加入するためにバンドを脱退し、バンドの友人だったザック・バロカスに加入を要請した。バロカスはステージネームとしてJim SchortzやEl Jefeを名乗り、または日本の俳優である志村喬の名前を拝借するなど、時にリスナーやプレスの間に混乱をもたらしたが、彼の独特なドラミングスタイルはメジャー・デビュー後にバンドの最大の特徴として認知されていく。1994年にアトランティック・レコードよりサード・アルバム『For Your Own Special Sweetheart』をリリース。1996年にラスト・アルバムとなる『Jawbox』をリリースし、翌1997年に解散。解散後にロビンスとバーボットはバーニング・エアラインズを結成した。
2009年10月7日、テレビ番組『レイト・ナイト・ウィズ・ジミー・ファロン』でジョーボックスの楽曲「Savory」を演奏するため1夜限りの再結成を行うことを発表。ロビンスはこれ以上ジョーボックスとして演奏は行わないと宣言した。
2019年に再結成。2022年にビル・バーボットが脱退し、ブルックス・ハーランが加入した。

## メンバー

### 現在のメンバー
- J・ロビンス (J. Robbins) - ボーカル、ギター、オルガン (1989年–1997年、2009年、2019年– )
- キム・コレッタ (Kim Coletta) - ベース、バック・ボーカル (1989年–1997年、2009年、2019年– )
- ザック・バロカス (Zach Barocas) - ドラム、パーカッション (1992年–1997年、2009年、2019年– )
- ブルックス・ハーラン (Brooks Harlan) - ギター、バック・ボーカル (2021年– )

### 旧メンバー
- アダム・ウェイド (Adam Wade) - ドラム、パーカッション (1989年–1992年)
- ビル・バーボット (Bill Barbot) - ギター、オルガン、サクソフォーン、バック・ボーカル (1991年–1997年、2009年、2019年–2021年)

## ディスコグラフィ

### スタジオ・アルバム
- Grippe (1991年、Dischord/Fontana)
- Novelty (1992年、Dischord/Fontana)
- For Your Own Special Sweetheart (1994年、Atlantic/DeSoto)
- Jawbox (1996年、TAG/Atlantic/DeSoto)

### コンピレーション・アルバム
- My Scrapbook of Fatal Accidents (1998年、DeSoto)

### EP
- Jawbox (1989年、自主制作) ※カセット
- Jawbox (1990年、Slamdek) ※カセット
- The Revisionist EP (2022年、自主制作)

### シングル
- "Tools & Chrome" (1990年)
- "Air Waves Dreams" (1991年) ※ジョーブレイカーとのスプリット盤
- "Tongues" (1992年)
- "Falk" (1993年) ※クラッカーバッシュ (Crackerbash)とのスプリット盤
- "Static" (1993年) ※ター (Tar)とのスプリット盤
- "Motorist" (1993年)
- "Savory" (1993年) ※エドセル (Edsel)とのスプリット盤
- "Cooling Card" (1994年)
- "Absenter" (1995年)
- "Mirrorful" (1996年)
- "His Only Trade" (1996年)
- "Cornflake Girl" (1996年)